# Sånt händer i Paris
Sånt händer i Paris (engelska: Heartbeat) är en amerikansk romantisk dramafilm från 1946 i regi av Sam Wood. I huvudrollen ses Ginger Rogers.

## Rollista i urval
- Basil Rathbone - Professor Aristide
- Ginger Rogers - Arlette Lafron
- Jean-Pierre Aumont - Pierre de Roche
- Adolphe Menjou - Ambassadör
- Melville Cooper - Roland Latour
- Mikhail Rasumny - Yves Cadubert
- Eduardo Ciannelli - Baron Ferdinand Dvorak
- Mona Maris - Ambassadörens hustru
- Henry Stephenson - Minister Tarvey